# ری بلک هال
ری بلک هال (انگلیسی: Ray Blackhall؛ زادهٔ ۱۹ فوریهٔ ۱۹۵۷ ‏(۶۸ سال)) بازیکن فوتبال است.
از باشگاه‌هایی که در آن بازی کرده‌است می‌توان به باشگاه فوتبال شفیلد ونزدی اشاره کرد.